# Jennifer Lopez
Jennifer Lynn Lopez (r. Lopez) (24. srpnja 1969., Bronx, New York), često zvana nadimkom J.Lo, američka je glumica, pjevačica, plesačica, glazbena producentica i modna dizajnerica. Prema izvješću časopisa Forbes iz 2007., Jennifer Lopez deveta je najbogatija žena na svijetu, a njeno bogatstvo pocjenjuje se na 110 milijuna dolara. 
Karijeru je započela kao plesačica u komediji In Living Color. S vremenom se počela baviti glumom. Glumila je u 30-ak filmova od kojih su najzapaženiji Ćelija, Vjenčanje iz vedra neba, Dogodilo se na Manhattnu, Jeste li za ples i Za sve je kriva svekrva. Osvojila je ALMA nagrade za najbolju glumicu u filmovima Selena, Daleko od očiju i Anđeoske oči.
Godine 1999. objavila je svoj debitantski album On the 6. Dvije godine kasnije objavljuje svoj drugi, ujedno i najuspješniji, album J. Lo. Već sljedeće godine objavljuje svoj prvi album s remiksevima J to tha L-O!: The Remixes, koji postaje četvrti najprodavaniji album s remiksevima. Iste godine objavljuje svoj treći studijski album This Is Me... Then, koji je dospio na drugo mjesto američke ljestvice albuma, kao i njen četvrti album Rebirth tri godine kasnije. Godine 2007. objavljuje svoj prvi album na španjolskom jeziku Como Ama una Mujer, te album Brave. Nakon trogodišnje diskografske stanke, u svibnju 2011. pod diskografskom kućom Island Def Jam objavljuje album Love?. Prvi singl s tog albuma On the Floor osvaja ljestvice diljem svijeta te postaje njezinim najuspješnijim singlom u osam godina. 
Lopez je po dva puta bila nominirana za Grammy i latinski Grammy, osvojila je tri Američke glazbene nagrade i prodala više od 75 milijuna albuma. Magazin Billboard smjestio ju je na 27. mjesto najuspješnijih izvođača 2000-tih. 
Lopez se pojavila na vrhu liste magazina People en Español "najuspješnijih Španjolaca" u 2007. Proglašena je modnom ikonom, a njena zelena Versace haljina koju je 2000. nosila na dodjeli Grammyja proglašena je petom najlegendarnijom haljinom svih vremena.

## Životopis

### Rani život (1969. – 1993.)
Rođena je i odrasla je u južnom Bronxu u New Yorku. Roditelji su joj podrijetlom Portorikanci. Njena majka, Guadalupe Rodríguez, teta je u vrtiću, a njen je otac, David Lopez, informatičar. Školovala se u katoličkim školama, a završila je na ženskom fakultetu u Bronxu. S 19 godina samostalno si je financirala tečajeve plesa i pjevanja. Godine 1987. imala je manju ulogu u filmu My Little Girl. Nakon mjeseci provedenih na raznim audicijama za plesne uloge u spotovima dobila je nekoiliko uloga u rap spotovima. Bila je i pozadinska plesačica tijekom nastupa sastava New Kids on the Block na Američkim glazbenim nagradama s pjesmom "Games". Godine 1990. dobila je svoj prvi stalni posao kao "Fly Girl" u komediji In Living Color. Ubrzo je dobila ulogu plesačice u spotu za pjesmu "That's the Way Love Goes" pjevačice Janet Jackson.

### Početak glumačke karijere (1994. – 1998.)
Svoj prvi posao kao glumica dobila je u TV seriji South Central koja je emitirana na Foxu. Imala je i sporedne uloge u TV serijama Second Chances te Hotel Malibu. Njena prva ozbiljna glumačka uloga bila je u filmu Moja obitelj, gdje je glumila Mladu Mariu iz 20-ih godina prošlog stoljeća. Iste godine glumila je u filmu Vlak pun love s Wesleyjem Snipesom. Godine 1996. glumila je u filmu Jack. Iste godine glumila je i u trileru Krvi i vino Prvu veliku ulogu imala je u biografskom filmu Selena. Za tu ulogu osvojila je nekoliko nominacija i nagrada, uključujući nominaciju za Zlatni globus u kategoriji najbolja glumica u komediji ili mjuziklu. Iste godine glumila je u horor filmu Anakonda. Glumila je TV reporterku koja snima dokumentarac na Amazoni. Glumila je i u filmu Pogrešno skretanje koji se temelji na knjizi Stray Dogs. Godine 1998. glumila je u filmu Daleko od očiju, adaptaciji romana Elmora Leonarda. Iste godine je posudila glas za Aztecu u animiranom filmu Mravi.

### On the 6iJ. Lo(1999. – 2002.)
Glazbena karijera Jennifer Lopez započela je albumom On the 6 koji je objavljen 1. lipnja 1999., i odmah se pokazao kao veliki uspjeh došavši u top 10 ljestvice albuma u SAD-u. Album je inspiriran podzemnom željeznicom 6 kojom se koristila kada je putovala na posao u Castle Hill. Album uključuje hiteve "If You Had My Love" te "Waiting for Tonight". Na albumu se nalazi i pjesma na španjolskom jeziku "No Me Ames". S pjesmom "No Me Ames" osvojila je dvije Grammy nominacije u kategorijama najbolji pop duet ili sastav s vokalom te najbolji spot. Godine 2000. glumila je u psihološkom trileru Ćelija. Glumila je Catherinu Deane, dječju psihologinju koja koristi virtualnu stvarnost da uđe u umove pacijenata. Sljedeće godine glumila je u filmu Vjenčanje iz vedra neba. Taj film je debitirao na broju 1 ljestvice filmova u SAD-u. U istom tjednu je imala i album J. Lo na broju 1. Lopez je prva i zasada jedina pjevačica i glumica kojoj je to uspjelo. Album J. Lo objavljen je ranije te godine. Najavni singl za album bio je "Love Don't Cost a Thing". Singl je bio veliki hit dospjevši na treće mjesto u SAD-u. Singl je postao njen prvi broj jedan singl u Ujedinjenom Kraljevstvu, ali i u Hrvatskoj. Nakon njega usljedio je singl "Play". Singl je dospio u top 20 u SAD-u, na broj tri u Ujedinjenom Kraljevstvu, te na broj jedan u Hrvatskoj. Za sljedeća dva singla "Ain't It Funny" i "I'm Real" Lopez je zamolila The Inc. Records (tada zvani Murder inc.) da snimi remikseve pjesama. Na oba remiksa gostuje Ja Rule, a i oba su remiksa dospjela na broj jedan u SAD-u. Iste godine glumila je u filmu Anđeoske oči i u psihološkom trileru Sad je dosta. Oba filma su loše prošla kod kritike u publike. Nakon uspjeha reizdanja albuma J. Lo, koji je objavljen povodom njenog 32. rođendana, objavila je album s remiksevima J to tha L-O!: The Remixes. Album je postao veoma uspješan. Album je debitirao na broju 1 u SAD-u, postavši prvi album s remiksevima kojemu je to uspjelo. Album je četvrti najprodavaniji album s remiksevima ikad. Iste godine glumila je i u romantičnoj komediji Dogodilo se na Manhattanu. Utjelovila je lik Marise Venture, samohrane majke koja živi u Bronxu. The New York Times film je usporedio s njenim singlom "Jenny From The Block".

### This is Me... TheniComo Ama Una Mujer(2002. – 2006.)
Krajem 2002. godine objavljuje album This is Me... Then. S albuma su proizašli hitovi kao što su "Jenny from the Block, "All I Have" te "I'm Glad". Nakon godine dana odsustva s glazbene scene, 1. ožujka 2005. objavljuje album Rebirth. Iako je album u prvih par tjedana prodan u velikom broju kopija, ubrzo je ispao s top ljestvica zbog slabe promocije i pada prodaje. S njega je objavljen hit singl "Get Right" te singl "Hold You Down". Album je bio najuspješniji u Ujedinjenom Kraljestvu, gdje su svi singlovi dospjeli u top 5. Godine 2006. gostuje na singlu "Control Myself" repera LL Cool J-a, njen prvi top 10 hit nakon tri godine. Između 2002. i 2007. godine glumila je u mnoštvo filmova od kojih su najistaknutiji U sjeni prošlosti, Jeste li za ples, El Cantante te Na granici. Njen komercijalno najuspješniji film je Za sve je kriva svekrva iz 2005. godine. Film Gigli je loše prihvaćen kod kritike. U ožujku 2007. objavljuje svoj prvi album na španjolskom jeziku Como Ama una Mujer. Album je producirao njen suprug Marc Anthony. Album je dospio u top 10 američke ljestvice albuma, ali je nekoliko mjeseci proveo na vrhu američke ljestvice latinskih albuma. Najavni singl za album bio je "Qué Hiciste". Iako je singl dospio na 86. mjesto na ljestvici singlova u SAD-u, na tamošnjim ljestvicama latinskih singlova kao i na klupskim ljestvicama bio je veliki hit. S albuma su objavljeni i singlovi "Me Haces Falta" i "Por Arriesgarnos" koji nisu bili komercijalno uspješni. Lopez je iste godine osvojila American Music nagradu za omiljenog latinskog glazbenika. Iste godine snimila je i svoju prvu miniseriju koja nosi naziv kao i njen album Como Ama una Mujer.

### BraveiLove?(2007. – danas)
Krajem 2007. godine objavljuje svoj šesti studijski album naziva Brave, samo 6 mjeseci nakon objavljivanja albuma Como Ama una Mujer. NBC je za promociju četvrte sezone Kućanica koristio pjesmu "Mile In These Shoes". Najavni singl za album bio je "Do It Well", koji je dospio u top 20 diljem svijeta. U manjem dijelu Europe objavljen je i drugi singl "Hold It, Don't Drop It". S albuma je trebao biti objavljen i treći singl "Brave" za kojega je snimljen i spot, ali je otkazan zbog slabe prodaje albuma. Krajem 2008. i početkom 2009. godine na internet je procurilo nekoliko novih pjesama, što je potvrdilo glasine da Lopez izdaje novi album. Sredinom godine je to i sama potvrdila u intervjuu. Početkom listopada 2009. godine na objavljen je promotivni singl "Fresh Out The Oven". Iako je singl objavljen za promociju nadolazećeg albuma, neće se nalaziti na njemu. Naziv albuma je Love?, a objavljen je u travnju 2011. 2010. izašao je njen film Plan B. Potvrđeno je i da će glumiti u romantičnoj komediji The Governess. Prvi singl s albuma Love? je "On the Floor", i on je imao uspjeh na glazbenim ljestvicama širom svijeta. Krajem veljače 2010. godine Lopez i Epic Records su raskinuli ugovor, a album Love će izaći tijekom ljeta 2010. godine, pod novom diskografskom kućom. Lopez je potpisala novi ugovor za diskografsku kuču Island Def Jam.

## Ostali projekti
10. travnja 2007. bila je mentor na Američkom idolu. Također je i producentica osmoepizodnog showa DanceLife, koji je s emitiranjem započeo 15. siječnja 2007. Producentica je i reality serija za TLC. Godine 2003. pokrenula je vlastitu liniju odjeće imena JLO by Jennifer Lopez. Linija sadrži hlače, majice, kapute, remene, ženske torbice te nakit. Ukinuta je 2007. godine. Sudjelovala je i u zimskoj kampanji za Louis Vuitton. Godine 2005. pokrenula je novu liniju odjeće naziva Sweetface. Dvije godine kasnije, 2007. godine, ukinula je liniju JLO by Jennifer Lopez i pokrenula je novu liniju imena JustSweet. Zbog korištenja životinjske kože u svojim modnim proizvodima, Lopez je donijelo osude od strane udruga za zaštitu životinja. Na premijeri filma Za sve je kriva svekrva u Los Angelesu više od sto pripadnika udruge za zaštitu životinja održalo je prosvjed da izraze javnosti svoju zabrinutost. 12. travnja 2009. otvorila je kubanski restoran imena Madre's. Iste godine objavljuje svoju prvu liniju parfema imena Glow by J.Lo. Lopez je predstavila parfem "Still", koji je uključivao "Glow" iz njene mini linije parfema iz prethodne godine "Miami Glow by J.Lo", objavljene u Miamiju. Za Valentinovo 2003. izdaje novu liniju parfema "Love at First Glow by J.Lo". Vlasnica je i filmske i televizijske kuće Nuyorican Productions. Časopis People en Español ju je stavio na naslovnicu izdanja "50 Most Beautiful" i na naslovnicu izdanja iz veljače 2009. koje je nosilo naziv "100 Most Influential Hispanics". 14. listopada 2009. godine nastupila je u Bijeloj kući na Latino partyu, u pratnji svog supruga Marca Anthonyja.

## Privatni život

### Scientologija
Krajem 2006. godine krenule su glasine da Lopez i Anthony pohađaju scijentološku crkvu u Hollywoodu. Krenule su i glasine da su njih dvoje postali scijentolozi uz pomoć Angeloa Pagana, muža glumice iz TV serije Kralj Queensa Remini. Nešto prije javne objave tih glasina, Lopez je za NBC izjavila:
Nisam scijentologinja. Rođena sam katolkinja. Ali je smiješno kako su ljudi došli do toga. Meni je sve to čudno. Ti ljudi su jedni od najboljih na svijetu. Moj je otac scijentolog 20 godina. On je najbolji čovjek kojeg znam. Čudno mi je kako ljudi o tome govore u negativnom smislu.

### Veze i brakovi
Lopez je tijekom života bila u vezi sa zvijezdama kao što su Ojani Noa, Cris Judd, Sean Combs, Ben Affleck te Marc Anthony. Mediji vrlo rado prate njen privatni život. Njen prvi brak bio je s Kubancem Ojaniem Noaom, za kojega se udala 22. veljače 1997. godine. Noa je po zanimanju konobar. Rastali su se 1998. godine. Njena sljedeća veća veza bila je sa Seanom Combsom. Upoznali su se krajem 1999. godine u New Yorku. Njen drugi brak bio je s Crisom Juddom. Judd je bio plesač u spotu za njenu pjesmu "Love Don't Cost a Thing". Oženili su se tijekom rujna 2001, a rastali su se tijekom lipnja 2002. godine. Ubrzo nakon razvoda s Juddom, počela je hodati s Benom Affleckom. Javnosti su bili poznati imenom "Bennifer". Affleck joj je darovao 6-karatni dijamantni prsten vrijedan 1,2 mlijuna dolara. Lopez ga je prozvala "onim pravim". Vjenčanje, koje je trebalo biti održano 14. rujna 2003. godine, otkazano je samo nekoliko sati prije početka. Godine 2004. počinje hodati s Marcom Anthonyjem. Njih dvoje su surađivali na mnogo njenih spotova. Uskoro su snimili duet za njen film Jeste li za ples? Iste godine Anthony se rastaje od svoje žene, bivše Miss Universe, Dayanare Torres. Tijekom veljače 2005. godine, Lopez je potvrdila da će se njih dvoje ubrzo vjenčati. S Anthonyjem ima dvoje djece, blizance Maximiliana Davida i Emmu Maribel. . S Anthonyjem je prekinula vezu 2011. godine, a službeno su se rastali 2014. godine. Od 2011. do 2016. imala je "on-off" vezu s Casperom Smartom. Godine 2017. započela je vezu s igračem bejzbola Alexom Rodriguezom. Zaručili su se 2019. godine, ali su prekinuli početkom 2021. godine. U proljeće 2021. godine obnavlja vezu s Benom Affleckom za kojeg se udala u srpnju 2022. godine.

## Diskografija

### Studijski albumi
- 1999.: On the 6
- 2001.: J.Lo
- 2002.: This Is Me... Then
- 2005.: Rebirth
- 2007.: Como Ama una Mujer
- 2007.: Brave
- 2011.: Love?
- 2014.:  A.K.A
- 2024.: This Is Me... Now

### Ostali albumi
- 2000. Feelin' So Good
- 2002. J to tha L-O!: The Remixes
- 2003. Let's Get Loud
- 2003. The Reel Me
- 2022. Marry me

## Flimografija
| Godina | Naziv filma              | Uloga                         | Naziv izvornika     |
| ------ | ------------------------ | ----------------------------- | ------------------- |
| 1986.  | My Little Girl           | Myra                          | My Little Girl      |
| 1995.  | Moja obitelj             | María Sánchez                 | My Family           |
| 1995.  | Vlak pun love            | Grace Santiago                | Money Train         |
| 1996.  | Jack                     | Miss Márquez                  | Jack                |
| 1997.  | Krvi i vino              | Gabriela                      | Blood and Wine      |
| 1997.  | Selena                   | Selena                        | Selena              |
| 1997.  | Anakonda                 | Terri Flores                  | Anaconda            |
| 1997.  | Pogrešno skretanje       | Grace McKenna                 | U Turn              |
| 1998.  | Daleko od očiju          | Karen Sisco                   | Out of Sighte       |
| 1998.  | Mravi                    | Azteca                        | Antz                |
| 2000.  | Ćelija                   | Catherine Dean                | The Cell            |
| 2001.  | Vjenčanje iz vedra neba  | Mary Fiore                    | The Wedding Planner |
| 2001.  | Anđeoske oči             | Sharon Pogue                  | Angel Eyes          |
| 2002.  | Sad je dosta             | Slim Hiller                   | Enough              |
| 2002.  | Dogodilo se na Manhattnu | Marisa Ventura                | Maid in Manhattan   |
| 2003.  | Gigli                    | Ricki                         | Gigli               |
| 2004.  | Djevojka iz Jerseyja     | Gertrude Steiney              | Jersey Girl         |
| 2004.  | Jeste li za ples?        | Paulina                       | Maid in Manhattan   |
| 2005.  | Za sve je kriva svekrva  | Charlotte "Charlie" Cantilini | Monster-in-Law      |
| 2005.  | U sjeni prošlosti        | Jean Gilkyson                 | An Unfinished Life  |
| 2007.  | Na granici               | Lauren Adrian                 | Bordertown          |
| 2007.  | El Cantante              | Puchi                         | El Cantante         |
| 2007.  | Feel the Noise           | Jennifer Lopez                | Feel the Noise      |
| 2010.  | Plan B                   | Zoe                           | The Back-Up Plan    |
| 2010.  | The Governess            |                               | The Governess       |
| 2010.  | Double or Nothing        |                               | Double or Nothing   |
| 2010.  | Dead Serious             |                               | Dead Serious        |
| 2011.  | Overboard                |                               | Overboard           |

## Vanjske poveznice
- Službena web stranica (engl.)
- Jennifer Lopez u internetskoj bazi filmova IMDb-u (engl.)
- Službena web stranica parfema Jennifer Lopez  Arhivirana inačica izvorne stranice od 28. veljače 2010. (Wayback Machine) (engl.)
- Jennifer Lopez Online
- Jennifer Lopez Myspace